# Camilla Dalby
Camilla Dalby (Randers, 1988. május 15. –) dán válogatott kézilabdázó, jobbátlövő.

## Pályafutása
Dalby a dán első osztályban 2006-ban mutatkozhatott be szülővárosának csapatában a Randers HK-ban. Ezzel a csapattal később megnyerte a dán bajnokságot és az EHF-kupát, valamint a 2012–2013-as szezonban 187 góllal ő lett a bajnokság gólkirálya. Két szezont játszott a montenegrói ŽRK Budućnost Podgorica csapatában, amellyel mindkét szezonban eljutott a Bajnokok ligája döntőjébe, 2015-ben meg is nyerték azt, majd ezután visszaigazolt a Randers HK-hoz.
A válogatottban a 2008-as Európa-bajnokság óta vesz részt világeseményeken, pályára lépett a 2012-es olimpián is. Legnagyobb sikerét a 2013-as világbajnokságon érte el, amikor a negyeddöntőben csatlakozott a dán válogatotthoz, és végül a bronzérmet szerezték meg. A világbajnokság után lemondta a válogatottságot, mert a klubcsapatára szeretett volna koncentrálni.

## Sikerei
- Dán bajnokság győztese: 2012
- Montenegrói bajnokság győztese: 2014, 2015
- Bajnokok ligája győztese: 2015
- EHF-kupa győztes: 2010
- Világbajnokság bronzérmes: 2013